# یه دختر
یه دختر (به انگلیسی: a girl) تک‌آهنگی از ابی و شادمهر عقیلی است که بعد از آهنگ‌های نوازش و بدبین و رؤیای ما و همین خوبه پنجمین همکاری آن‌ها محسوب می‌شود. این کار دومین هم‌صدایی ابی و شادمهر است.
این آهنگ مضمونی سیاسی اجتماعی دارد و یک روز قبل از انتخابات ریاست‌جمهوری ۱۳۹۲ در ایران عرضه شد.